# Schizopathidae
Famille
Les Schizopathidae constituent une famille cnidaires anthozoaires de l'ordre Antipatharia.
La plupart des espèces de ce groupe sont appelées « coraux noir » en raison de la couleur noire - brune foncée de leur squelette. La plupart des espèces de cette famille vivent en eaux profondes, en dessous de 70 m.

## Habitat et répartition
Ces coraux se trouvent dans les bassins océaniques de l'Atlantique et l'Indo-Pacifique dans les eaux tropicales, où ils sont plus abondants, aux eaux tempérées ou froide l'Antarctique au Groenland.
Leur plage de profondeur est comprise entre 70 et 5 435 m, dans des zones avec des courants et avec une gamme de températures comprises entre 0,41 et 16,80 °C.
Ces coraux se rencontrent principalement en eaux profondes parce qu'ils ne disposent pas de zooxanthelles dans ses tissus, de sorte qu'ils n'ont pas besoin de lumière et nécessitent des zones riches en plancton pour se nourrir. On les trouve aussi dans les eaux sombres et les grottes.

## Liste des genres
Selon World Register of Marine Species (24 mars 2020) :
- genre Abyssopathes Opresko, 2002
- genre Alternatipathes Molodtsova & Opresko, 2017
- genre Bathypathes Brook, 1889
- genre Dendrobathypathes Opresko, 2002
- genre Dendropathes Opresko, 2005
- genre Lillipathes Opresko, 2002
- genre Parantipathes Brook, 1889
- genre Saropathes Opresko, 2002
- genre Schizopathes Brook, 1889
- genre Stauropathes Opresko, 2002
- genre Taxipathes Brook, 1889
- genre Telopathes MacIsaac & Best, 2013
- genre Umbellapathes Opresko, 2005